# Corniche Yantala
Corniche Yantala ist ein Stadtviertel (französisch: quartier) im Arrondissement Niamey I der Stadt Niamey in Niger.

## Geographie

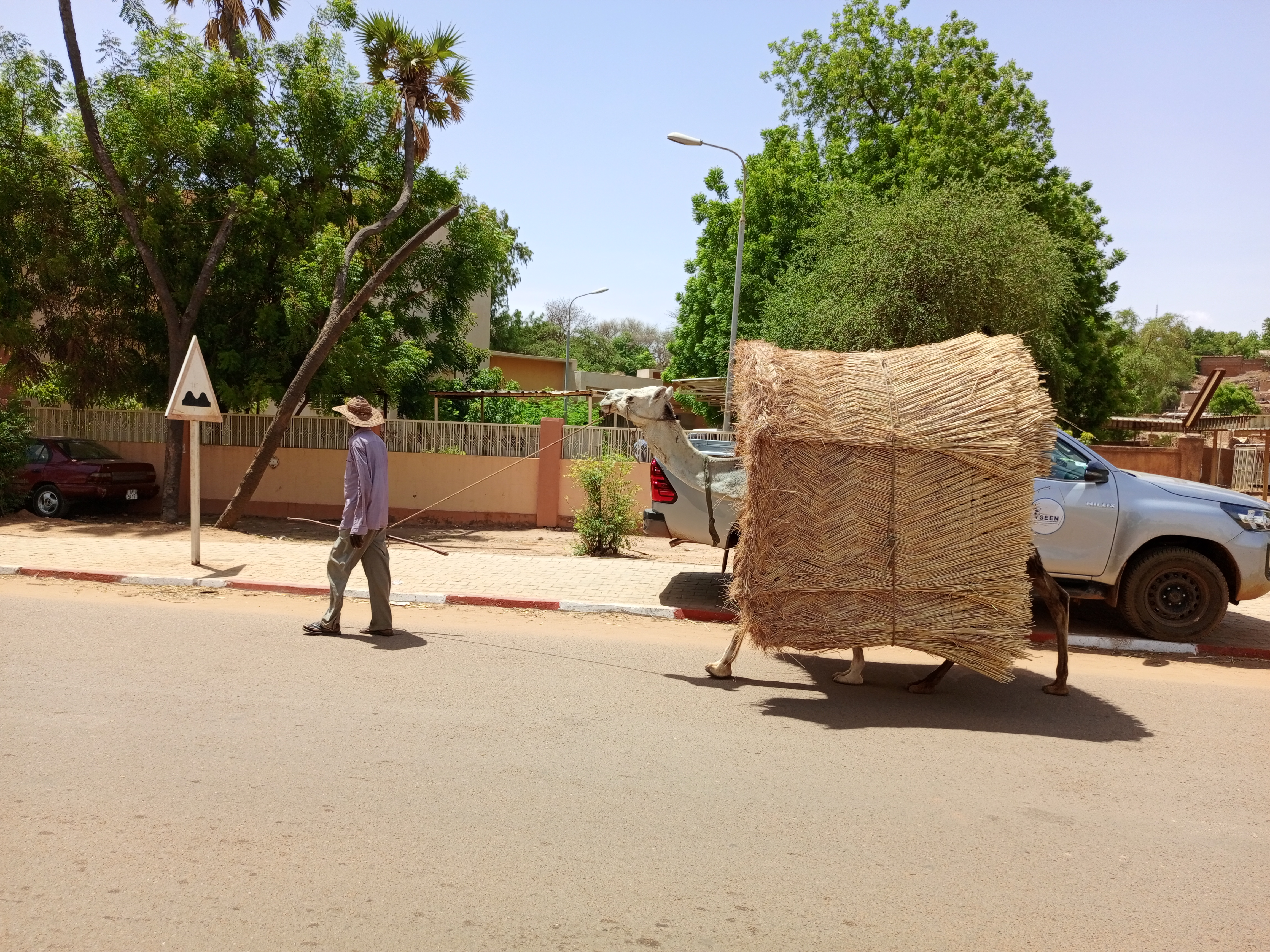
Straßenszene in Corniche Yantala (2023)

Corniche Yantala befindet sich am linken Ufer des Flusses Niger im Stadtzentrum von Niamey. Das französische Wort corniche bezeichnet eine Straße oberhalb einer Küste. Yantala ist ein nordwestlich von Corniche Yantala gelegener Stadtteil Niameys. Zu den weiteren umliegenden Stadtvierteln gehören Château 1 im Norden und Kombo im Osten. Der Norden des Stadtviertels liegt in einem Tafelland mit einer mehr als 2,5 Meter tiefen Sandschicht, wodurch eine bessere Einsickerung als in anderen Teilen der Stadt möglich ist. Die Uferzone im Süden besteht hingegen aus einem Alluvialboden mit einem hohen Grundwasserspiegel, der keine Einsickerung ermöglicht.

## Geschichte
Die Küstenstraße Corniche Yantala wurde am 13. Mai 1973 so benannt, als Dutzende weitere Straßen in Niamey Namen erhielten.

## Bevölkerung
Bei der Volkszählung 2012 hatte Corniche Yantala 2617 Einwohner, die in 452 Haushalten lebten.

## Wirtschaft und Infrastruktur

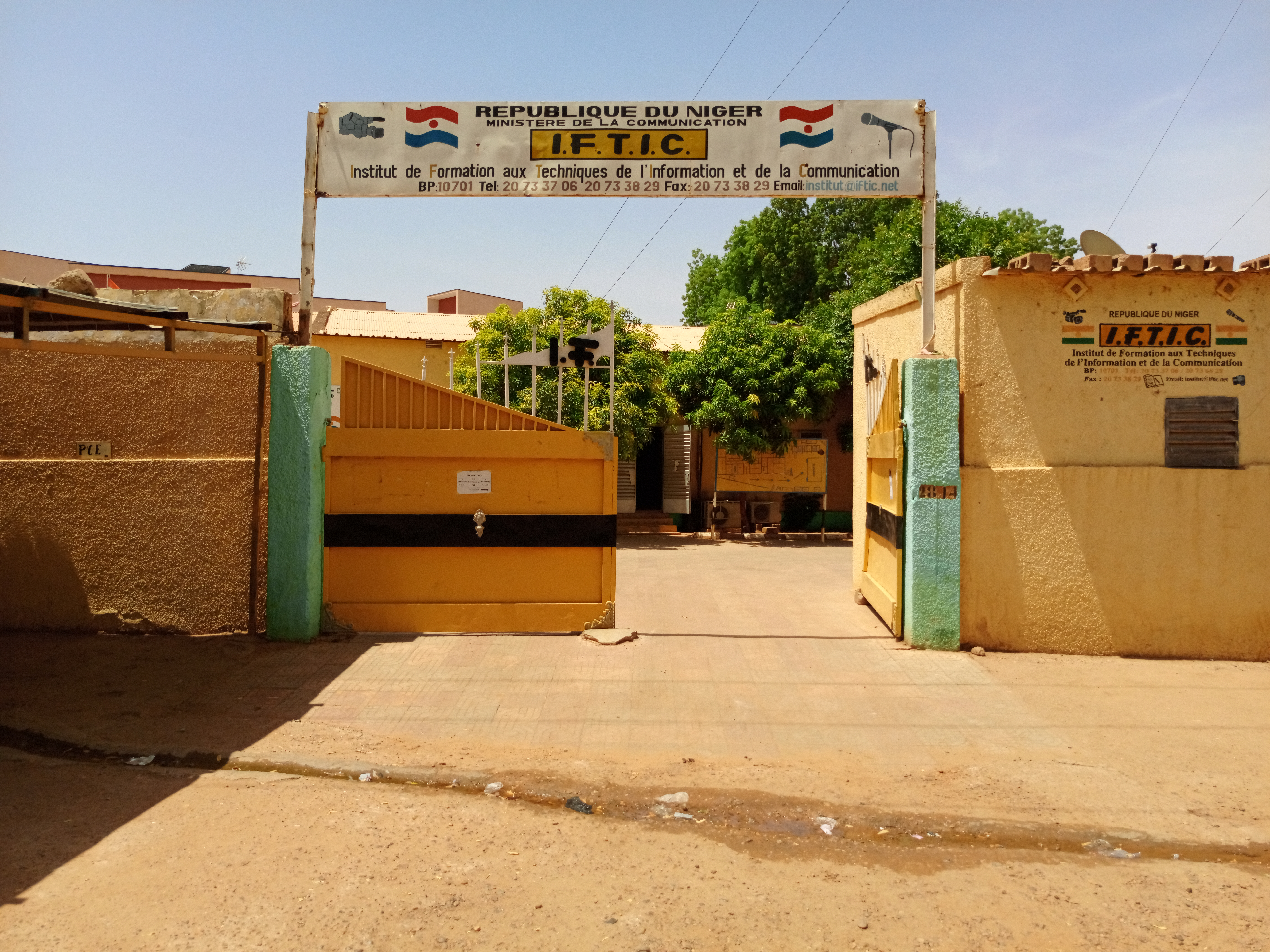
Eingangsbereich der ESSCOM, ehemals IFTIC (2023)

Im Stadtviertel wird Gemüse angebaut, unter anderem Bataviasalat. Die Gemüsebauern von Corniche Yantala arbeiten in einer Kooperative zusammen. Im Viertel gibt es zudem eine wichtige Anlegestelle für die Fischerei am Niger. Die École Supérieure des Sciences de la Communication et des Médias (ESSCOM) bietet Ausbildungen im Medienbereich an.